# Riggisberg
Riggisberg ([ˈrɪkisˌbɛrɡ], berndeutsch [ˈɾɪkːiʃˌpæɾk]) ist eine politische Gemeinde im Verwaltungskreis Bern-Mittelland des Kantons Bern in der Schweiz. Am 26. März 2007 genehmigte die Gemeindeversammlung den Fusionsvertrag mit der Nachbargemeinde Rüti bei Riggisberg. Er trat am 1. Januar 2009 in Kraft. Am 1. Januar 2021 fusionierte Rümligen mit Riggisberg.

## Geographie
Riggisberg liegt auf 762 m ü. M., 15 km südlich der Bundesstadt Bern (Luftlinie). Das Dorf erstreckt sich in einer weiten Talmulde des Mülibachs auf der Höhe des Längenbergs westlich des Gürbetals, am Nordostfuss der Gibelegg.
Die Fläche des 34,50 km² (ehemals 7,7 km² bzw. 29,9 km²) grossen Gemeindegebiets umfasst einen Abschnitt des voralpinen Hügellandes westlich der Aaresenke zwischen Bern und Thun. Der östliche Teil des Gebietes wird von der breiten Talmulde von Riggisberg eingenommen, die vom Mülibach nach Osten durch den Graben zur Gürbe entwässert wird. Im Südosten wird diese Ebene von der Höhe des Egghölzli (871 m ü. M.) begrenzt. Nach Norden reicht der Gemeindebann auf das Plateau von Hasli (rund 840 m ü. M.).
Der westliche Gemeindeteil umfasst eine Talfurche zwischen den Höhen von Rüeggisberg und Gibelegg, welche mit einer Talwasserscheide bei Otzenbach (782 m ü. M.) einen einfachen Übergang vom Aare- und Gürbetal in das Schwarzenburgerland herstellt. Der Grüenibach und sein südlicher Seitenbach aus dem Gouchgraben entwässern das Gebiet zum Schwarzwasser. Der Gemeindeboden erstreckt sich westwärts bis zum Wilerhubel (876 m ü. M.) und nach Südwesten an den Hang der Gibelegg, an dem mit 972 m ü. M. der höchste Punkt von Riggisberg gemessen wird. Von der Gemeindefläche entfielen 1997 13 % auf Siedlungen, 10 % auf Wald und Gehölze und 76 % auf Landwirtschaft; etwas weniger als 1 % war unproduktives Land.
Zu Riggisberg gehören die Siedlungen und Weiler Studigassen (825 m ü. M.) am Hang nördlich des Dorfes, Egg (768 m ü. M.) in der Ebene am Nordfuss des Egghölzli, Auf Gsteig (805 m ü. M.) auf der Höhe westlich des Dorfes, Muri (808 m ü. M.) und Muriboden (803 m ü. M.), beide auf einer Geländeterrasse am Nordfuss der Gibelegg sowie verschiedene Hofgruppen und Einzelhöfe. Nachbargemeinden von Riggisberg sind Rüeggisberg, Thurnen, Burgistein, Wattenwil, Blumenstein und Rüschegg.

## Bevölkerung
Mit 3117 Einwohnern (Stand 31. Dezember 2023) gehört Riggisberg zu den mittelgrossen Gemeinden des Kantons Bern. Von den Bewohnern sind 94,5 % deutschsprachig, 1,0 % türkischsprachig, und 1,0 % sprechen Albanisch (Stand 2000). Die Bevölkerungszahl von Riggisberg belief sich 1850 auf 1474 Einwohner, 1900 auf 1753 Einwohner. Im Verlauf des 20. Jahrhunderts nahm die Bevölkerungszahl bis 1990 stetig auf 2308 Personen zu.

## Politik
Gemeindepräsident ist seit 2017 Michael Bürki (SVP, Stand 2024).
Bei den Nationalratswahlen 2023 betrugen die Wähleranteile in Riggisberg (in Klammern die Veränderung im Vergleich zu den Wahlen 2019 in Prozentpunkten): SVP 51,88 % (+0,59), SP 8,87 % (+0,50), Mitte 7,63 % (−2,15), glp 7,19 % (+1,48), Grüne 5,95 % (−2,30), FDP 5,16 % (−1,50), EDU 4,33 % (+2,05), EVP 3,58 % (+0,34), Aufrecht 3,1 % (+3,1), Weitere 2,32 % (−2.11).

## Wirtschaft und Infrastruktur
Riggisberg war bis in die erste Hälfte des 20. Jahrhunderts ein vorwiegend durch die Landwirtschaft geprägtes Dorf. Noch heute haben die Milchwirtschaft und die Viehzucht sowie in geringerem Masse der Ackerbau einen gewissen Stellenwert in der Erwerbsstruktur der Bevölkerung.
Zahlreiche weitere Arbeitsplätze sind im lokalen Kleingewerbe und vor allem im Dienstleistungssektor vorhanden. Riggisberg besitzt keine eigentliche Industrie, sondern viele kleinere und mittlere Unternehmen der Branchen Baugewerbe, Gartenbau sowie Sägereien, Schreinereien und mechanische Werkstätten.
Riggisberg nimmt zentralörtliche Funktionen für die nähere Umgebung wahr. Es besitzt verschiedene Einkaufsgeschäfte und ist Standort eines Akutspitals (früher Bezirksspital), eines Altersheims, des Wohnheims Riggisberg und einer Sekundarschule. Auch die Spar+Leihkasse Riggisberg sowie die Abegg-Stiftung haben ihren Sitz im Dorf. Die Abegg-Stiftung umfasst ein Museum mit Werken bildender und angewandter Kunst aus verschiedenen Zeitepochen und eine Textilsammlung (Sonderausstellung); daneben gibt es Forschungs- und Restaurierungsateliers für Textilien und einen Studiengang, in dem die entsprechenden Fachleute ausgebildet werden. Mit diesen Einrichtungen weist das Dorf einen deutlichen Zupendlerüberschuss auf. Viele Erwerbstätige sind aber auch Wegpendler, die hauptsächlich in der Agglomeration Bern oder im Raum Thun arbeiten.
In Riggisberg gibt es ein Akutspital mit 24-Stunden-Notfallstation mit ca. 60 Betten, verteilt auf die Fachbereiche Innere Medizin, Chirurgie und Neurorehabilitation. Als zusätzliche Dienstleistungen werden Physio- und Ergotherapie sowie Ernährungsberatung angeboten. Dieses relativ kleine Haus stellt für die nähere Umgebung die medizinische Grundversorgung sicher.

### Tourismus
Die Region um Riggisberg ist ein beliebtes Naherholungs- und Wandergebiet von Bern und Thun. Von den Hügeln bieten sich schöne Ausblicke auf die Voralpen der Gantrisch- und Stockhorn-Kette sowie auf die Berner Alpen. Das während des Sommerhalbjahres geöffnete Museum der Abegg-Stiftung bildet einen weiteren Anziehungspunkt für Touristen. Im Winter eignet sich die Region für Langlaufsport.

### Verkehr
Die Gemeinde ist verkehrstechnisch recht gut erschlossen. Sie liegt am Kreuz der Kantonsstrassen von Thun nach Schwarzenburg und von Bern in das Gantrischgebiet. Riggisberg ist Ausgangs- beziehungsweise Endpunkt mehrerer Postautokurse; Verbindungen bestehen mit Schwarzenburg, Köniz, Toffen und Mühlethurnen, mit Hinterfultigen, Rüti bei Riggisberg und Wattenwil.

## Geschichte
Streufunde deuten darauf hin, dass zur Römerzeit eine Strasse, welche Aventicum (Avenches) mit Thun verband, durch das Gemeindegebiet von Riggisberg verlief. Bis anhin wurden jedoch keine Siedlungsreste entdeckt. Die erste urkundliche Erwähnung des Ortes erfolgte 1148 unter dem Namen Richesperc. Später erschienen die Bezeichnungen Rigesperc (1182), Richasper (1228), Richesberc (1245), Riggesberg (1267), Riggisberg (1275) und Rischisperg (1302). Der Ortsname geht auf den althochdeutschen Personennamen Riho oder Rico zurück und bedeutet demnach Berg des Riho/Rico.
Im Mittelalter gehörte Riggisberg zum Besitz des Klosters Rüeggisberg. Schon früh ist ein Adelsgeschlecht von Riggisberg erwähnt, das seit dem 13. Jahrhundert besonders in Freiburg einen grossen Namen hatte (Gründung des dortigen Franziskanerklosters durch Jacob von Riggisberg). Durch eine Erbschaft gelangte die Herrschaft Riggisberg 1387 an das bekannte Berner Geschlecht von Erlach und nahm von nun an eine Sonderstellung als Freiherrschaft ein, die ausschliesslich den jeweiligen Adelsfamilien gehörte.
Nach dem Zusammenbruch des Ancien Régime (1798) gehörte Riggisberg während der Helvetik zum Distrikt Seftigen und ab 1803 zum Oberamt Seftigen, das mit der neuen Kantonsverfassung von 1831 den Status eines Amtsbezirks erhielt. Auf dem Schlossgut wurde 1880 die Mittelländische Armenverpflegungsanstalt Riggisberg gegründet, aus der später das Wohnheim Riggisberg hervorging.
In der Nacht vom 12. zum 13. Juli 1943 wurde das Dorf von einem britischen Bomber mit über 200 Bomben mit einem Gesamtgewicht von 1,2 Tonnen bombardiert. Es sei eine Notmassnahme gewesen, da der Pilot über eine Gewitterwolke aufsteigen wollte. Der Bomber gehörte zu einer Staffel von ca. 100 Lancaster-Bombern, die in der Nacht die Schweiz vom Norden nach Turin in Italien überquerten, und es kam infolge Föhnlage mit heftigen Gewitterstürmen sowie Beschuss zu Notabwürfen über dem Val de Ruz, bei Flamatt, bei Lutry, bei Riggisberg und an der Schynigen Platte. Zu grösseren Zerstörungen kam es nur in Riggisberg.
Seit 1967 beherbergt das Dorf die Abegg-Stiftung, deren Museum und noch mehr das textilwissenschaftliche Institut Weltruf besitzen.

## Sehenswürdigkeiten

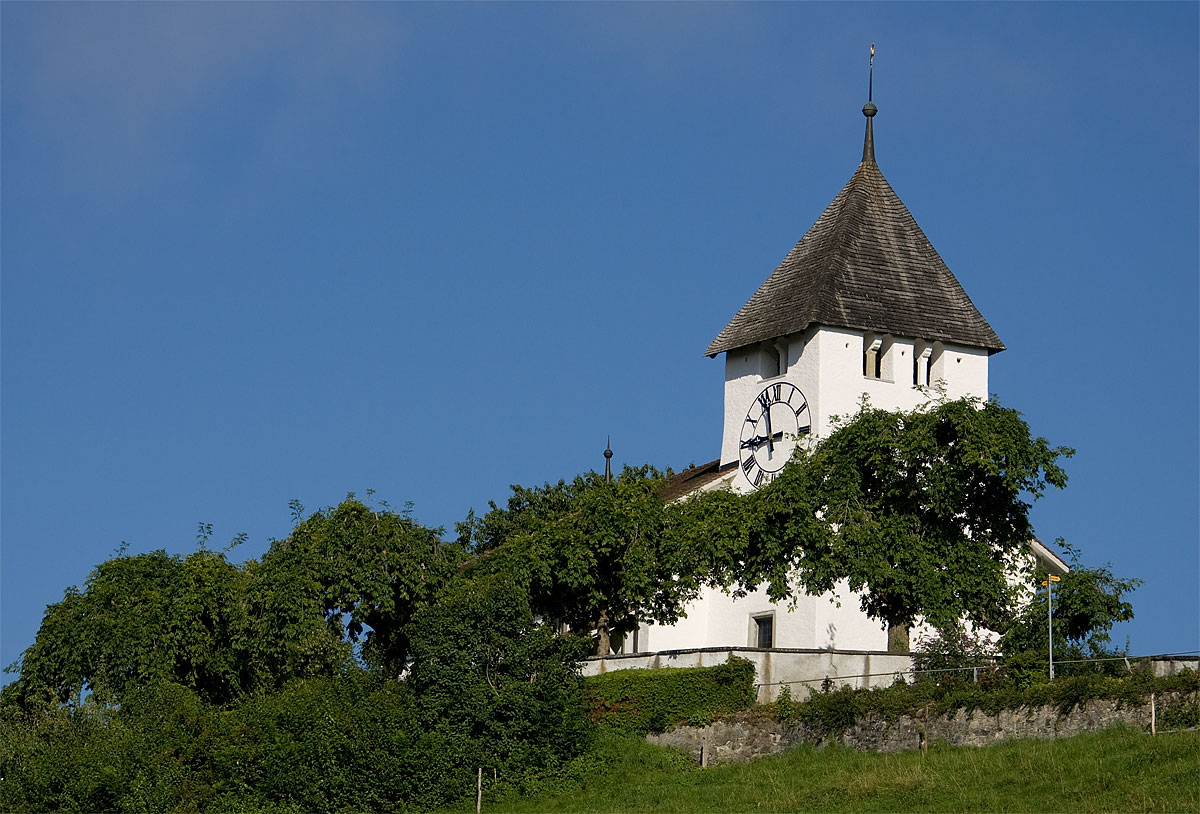
Pfarrkirche

Die Kirche von Riggisberg, die auf einer Anhöhe nördlich des Dorfes steht, stammt aus dem frühen 14. Jahrhundert und besitzt Wappenscheiben von 1688. Erst 1936 wurde Riggisberg zur selbständigen Kirchgemeinde erhoben, vorher gehörte es zu der Kirchgemeinde Thurnen. Das heutige Schloss Riggisberg wurde um 1700 unter Albrecht von Erlach erbaut. Der dreigeschossige Bau mit Walmdach und einem Schneckenturm mit Spitzhelm steht in einem Park. Die ehemalige mittelalterliche Burg musste 1938 einem Neubau weichen. Im Ortskern sind einige stattliche Häuser aus dem 18. und 19. Jahrhundert im Berner Stil erhalten.

## Persönlichkeiten
- Werner Abegg (1903–1984), Stifter der Abegg-Stiftung
- Marie Böhlen (1911–1999), Juristin und Politikerin
- Mechthild Flury-Lemberg (* 1929), renommierte Textilkonservatorin, führte die Textilabteilung der Abegg-Stiftung zu Weltruf
- Rosmarie Buri (1930–1994), Schriftstellerin
- Kaspar Zehnder (* 1970), Dirigent und Flötist
- Joschua Neuenschwander (* 2000), Fussballspieler